# Matthew G. Olsen

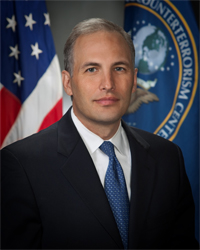
Matthew G. Olsen

Matthew G. Olsen (* 21. Februar 1962, vermutlich in Fargo, ND, USA) ist ein amerikanischer Rechtsanwalt und ehemaliger Direktor des National Counterterrorism Center (NCTC).

## Direktor des National Counterterrorism Center (NCTC)
Am 1. Juli 2011 nominierte ihn US-Präsident Barack Obama als Direktor des NCTC. Der Senat bestätigte seine Ernennung am 16. August 2011. Im Juli 2014 kündigte Olsen seinen Rücktritt aus persönlichen Gründen an. Im September 2014 legte er sein Amt nieder.

## Privates
Olsen lebt in Kensington, Maryland, ist verheiratet und hat drei Kinder: ein Mädchen und zwei Jungen.